# Индонезия на летних Олимпийских играх 2016
Индонезия на летних Олимпийских играх 2016 года была представлена 28 спортсменами в 7 видах спорта. Знаменосцем сборной Индонезии на церемонии открытия Игр стала чемпионка Азиатских игр 2014 года в прыжках в длину легкоатлетка Мария Лонда, а на церемонии закрытия флаг нёс волонтёр соревнований. По итогам соревнований на счету индонезийских спортсменов была 1 золотая и 2 серебряные медали, что позволило сборной Индонезии занять 46-е место в неофициальном медальном зачёте.

## Медали
| Золото  |                              |                                      |            |
| №       | Спортсмены                   | Вид спорта (дисциплина)              | Дата       |
| 1       | Тонтови Ахмад Лилиана Натсир | Бадминтон (микст)                    | 17 августа |
| Серебро |                              |                                      |            |
| №       | Спортсмены                   | Вид спорта (дисциплина)              | Дата       |
| 1       | Сри Вахюни Агустиани         | Тяжёлая атлетика (до 48 кг, женщины) | 6 августа  |
| 2       | Эко Юли Ираван               | Тяжёлая атлетика (до 62 кг, мужчины) | 8 августа  |

## Состав сборной
Академическая гребля
1. Мемо
2. Деви Юлиавати

 Бадминтон
1. Тонтови Ахмад
2. Мохаммад Ахсан
3. Провин Джордан
4. Хендра Сетиаван
5. Томми Сугиарто
6. Нития Кришинда Махесвари
7. Лилиана Натсир
8. Грейсия Полии
9. Дебби Сусанто
10. Линдавени Фанетри

Велоспорт
 BMX
1. Тони Сярифудин

 Лёгкая атлетика
1. Судирман Хади
2. Мария Наталия Лонда

 Плавание
1. Гленн Виктор Сутанто
2. Йесси Йосапутра

 Стрельба из лука
1. Риау Эга Агата
2. Мухаммад Ханиф Виджая
3. Хендра Пурнама
4. Ика Юлиана Рочмавати

 Тяжёлая атлетика
1. Сри Вахюни Агустиани
2. Деви Сафитри

- Квота 3
- Квота 4
- Квота 5
- Квота 6
- Квота 7

## Результаты соревнований

### Академическая гребля
В следующий раунд из каждого заезда проходят несколько лучших экипажей (в зависимости от дисциплины). В отборочный заезд попадают спортсмены, выбывшие в предварительном раунде. В финал A выходят 6 сильнейших экипажей, остальные разыгрывают места в утешительных финалах B-F.
Мужчины
| Соревнование | Спортсмены | Предварительный заезд | Предварительный заезд | Предварительный заезд | Отборочный заезд | Отборочный заезд | Отборочный заезд | Четвертьфинал | Четвертьфинал | Четвертьфинал | Полуфинал     | Полуфинал     | Полуфинал     | Финал   | Финал   | Итоговое место |
| Соревнование | Спортсмены | Заезд                 | Время                 | Место                 | Заезд            | Время            | Место            | Заезд         | Время         | Место         | Заезд         | Время         | Место         | Время   | Место   | Итоговое место |
| ------------ | ---------- | --------------------- | --------------------- | --------------------- | ---------------- | ---------------- | ---------------- | ------------- | ------------- | ------------- | ------------- | ------------- | ------------- | ------- | ------- | -------------- |
| одиночки     | Мемо       | 4                     | 7:14,17               | 3 Q                   | не участвовал    | не участвовал    | не участвовал    | 1             | 6:59,76       | 4             | Полуфинал C/D | Полуфинал C/D | Полуфинал C/D | Финал C | Финал C | 16             |
| одиночки     | Мемо       | 4                     | 7:14,17               | 3 Q                   | не участвовал    | не участвовал    | не участвовал    | 1             | 6:59,76       | 4             | 1             | 7:25,60       | 3 QC          | 6:59,44 | 4       | 16             |

Женщины
| Соревнование | Спортсмены    | Предварительный заезд | Предварительный заезд | Предварительный заезд | Отборочный заезд | Отборочный заезд | Отборочный заезд | Четвертьфинал  | Четвертьфинал  | Четвертьфинал  | Полуфинал     | Полуфинал     | Полуфинал     | Финал   | Финал   | Итоговое место |
| Соревнование | Спортсмены    | Заезд                 | Время                 | Место                 | Заезд            | Время            | Место            | Заезд          | Время          | Место          | Заезд         | Время         | Место         | Время   | Место   | Итоговое место |
| ------------ | ------------- | --------------------- | --------------------- | --------------------- | ---------------- | ---------------- | ---------------- | -------------- | -------------- | -------------- | ------------- | ------------- | ------------- | ------- | ------- | -------------- |
| одиночки     | Деви Юлиавати | 2                     | 9:36,10               | 6                     | 3                | 8:14,81          | 5                | не участвовала | не участвовала | не участвовала | Полуфинал E/F | Полуфинал E/F | Полуфинал E/F | Финал E | Финал E |                |
| одиночки     | Деви Юлиавати | 2                     | 9:36,10               | 6                     | 3                | 8:14,81          | 5                | не участвовала | не участвовала | не участвовала | 2             | 8:39,95       | 2             |         |         |                |

### Бадминтон
Одиночный разряд
| Соревнование | Спортсмены        | Групповой этап | Групповой этап | Групповой этап | 1/8 финала | 1/4 финала | 1/2 финала | Финал | Итоговое место |
| Соревнование | Спортсмены        | 1 матч         | 2 матч         | Место          | 1/8 финала | 1/4 финала | 1/2 финала | Финал | Итоговое место |
| ------------ | ----------------- | -------------- | -------------- | -------------- | ---------- | ---------- | ---------- | ----- | -------------- |
| мужчины      | Томми Сугиарто    | Группа         | Группа         | Группа         |            |            |            |       |                |
| мужчины      | Томми Сугиарто    |                |                |                |            |            |            |       |                |
| женщины      | Линдавени Фанетри | Группа         | Группа         | Группа         |            |            |            |       |                |
| женщины      | Линдавени Фанетри |                |                |                |            |            |            |       |                |

Парный разряд
| Соревнование | Спортсмены                             | Групповой этап | Групповой этап | Групповой этап | Групповой этап | 1/4 финала | 1/2 финала | Финал | Итоговое место |
| Соревнование | Спортсмены                             | 1 матч         | 2 матч         | 3 матч         | Место          | 1/4 финала | 1/2 финала | Финал | Итоговое место |
| ------------ | -------------------------------------- | -------------- | -------------- | -------------- | -------------- | ---------- | ---------- | ----- | -------------- |
| мужчины      | Хендра Сетиаван Мохаммад Ахсан         | Группа         | Группа         | Группа         | Группа         |            |            |       |                |
| мужчины      | Хендра Сетиаван Мохаммад Ахсан         |                |                |                |                |            |            |       |                |
| женщины      | Нития Кришинда Махесвари Грейсия Полии | Группа         | Группа         | Группа         | Группа         |            |            |       |                |
| женщины      | Нития Кришинда Махесвари Грейсия Полии |                |                |                |                |            |            |       |                |
| микст        | Тонтови Ахмад Лилиана Натсир           | Группа         | Группа         | Группа         | Группа         |            |            |       |                |
| микст        | Тонтови Ахмад Лилиана Натсир           |                |                |                |                |            |            |       |                |
| микст        | Провин Джордан Дебби Сусанто           | Группа         | Группа         | Группа         | Группа         |            |            |       |                |
| микст        | Провин Джордан Дебби Сусанто           |                |                |                |                |            |            |       |                |

### Велоспорт

#### BMX
Мужчины
| Соревнование | Спортсмены     | Квалификация | Квалификация | 1\4 финала | 1\4 финала  | 1\4 финала  | 1\4 финала  | 1\4 финала  | 1\4 финала  | 1\4 финала | 1\4 финала | 1\2 финала | 1\2 финала  | 1\2 финала  | 1\2 финала  | 1\2 финала | 1\2 финала | Финал | Финал | Место |
| Соревнование | Спортсмены     | Время        | Место        | Заезд      | 1 гонка     | 2 гонка     | 3 гонка     | 4 гонка     | 5 гонка     | Всего      | Место      | Заезд      | 1 гонка     | 2 гонка     | 3 гонка     | Всего      | Место      | Финал | Финал | Место |
| Соревнование | Спортсмены     | Время        | Место        | Заезд      | Время Место | Время Место | Время Место | Время Место | Время Место | Всего      | Место      | Заезд      | Время Место | Время Место | Время Место | Всего      | Место      | Время | Место | Место |
| ------------ | -------------- | ------------ | ------------ | ---------- | ----------- | ----------- | ----------- | ----------- | ----------- | ---------- | ---------- | ---------- | ----------- | ----------- | ----------- | ---------- | ---------- | ----- | ----- | ----- |
| BMX          | Тони Сярифудин |              |              |            |             |             |             |             |             |            |            |            |             |             |             |            |            |       |       |       |

### Водные виды спорта

#### Плавание
В следующий раунд на каждой дистанции проходят спортсмены, показавшие лучший результат, независимо от места, занятого в своём заплыве.
Мужчины
| Дистанция              | Спортсмены           | Предварительный раунд | Предварительный раунд | Предварительный раунд | Полуфинал | Полуфинал | Полуфинал | Финал     | Финал |
| Дистанция              | Спортсмены           | Заплыв                | Результат             | Место                 | Заплыв    | Результат | Место     | Результат | Место |
| ---------------------- | -------------------- | --------------------- | --------------------- | --------------------- | --------- | --------- | --------- | --------- | ----- |
| 100 метров баттерфляем | Гленн Виктор Сутанто |                       |                       |                       |           |           |           |           |       |

Женщины
| Дистанция           | Спортсмены      | Предварительный раунд | Предварительный раунд | Предварительный раунд | Полуфинал | Полуфинал | Полуфинал | Финал     | Финал |
| Дистанция           | Спортсмены      | Заплыв                | Результат             | Место                 | Заплыв    | Результат | Место     | Результат | Место |
| ------------------- | --------------- | --------------------- | --------------------- | --------------------- | --------- | --------- | --------- | --------- | ----- |
| 200 метров на спине | Йесси Йосапутра |                       |                       |                       |           |           |           |           |       |

### Лёгкая атлетика
Мужчины
Беговые дисциплины
| Дисциплина        | Спортсмен     | Предварительный раунд | Предварительный раунд | Предварительный раунд | Четвертьфиналы | Четвертьфиналы | Четвертьфиналы | Полуфиналы | Полуфиналы | Полуфиналы | Финал | Финал |
| Дисциплина        | Спортсмен     | Забег                 | Время                 | Место                 | Забег          | Время          | Место          | Забег      | Время      | Место      | Время | Место |
| ----------------- | ------------- | --------------------- | --------------------- | --------------------- | -------------- | -------------- | -------------- | ---------- | ---------- | ---------- | ----- | ----- |
| бег на 100 метров | Судирман Хади |                       |                       |                       |                |                |                |            |            |            |       |       |

Женщины
Технические дисциплины
| Дисциплина     | Спортсмен           | Квалификация | Квалификация | Финал     | Финал |
| Дисциплина     | Спортсмен           | Результат    | Место        | Результат | Место |
| -------------- | ------------------- | ------------ | ------------ | --------- | ----- |
| прыжок в длину | Мария Наталия Лонда |              |              |           |       |

### Стрельба из лука
В квалификации соревнований лучники выполняют 12 серий выстрелов по 6 стрел с расстояния 70-ти метров. По итогам предварительного раунда составляется сетка плей-офф, где в 1/32 финала 1-й номер посева встречается с 64-м, 2-й с 63-м и.т.д. В поединках на выбывание спортсмены выполняют по три выстрела. Участник, набравший за эту серию больше очков получает 2 очка. Если же оба лучника набрали одинаковое количество баллов, то они получают по одному очку. Победителем пары становится лучник, первым набравший 6 очков.
Мужчины
| Соревнование              | Спортсмены                                          | Квалификация | Квалификация | 1/32 финала              | 1/16 финала             | 1/8 финала           | Четвертьфинал        | Полуфинал             | Финал                 | Место |
| Соревнование              | Спортсмены                                          | Результат    | Место        | Соперник Результат       | Соперник Результат      | Соперник Результат   | Соперник Результат   | Соперник Результат    | Соперник Результат    | Место |
| ------------------------- | --------------------------------------------------- | ------------ | ------------ | ------------------------ | ----------------------- | -------------------- | -------------------- | --------------------- | --------------------- | ----- |
| индивидуальное первенство | Риау Эга Агата                                      | 660          | 33           | CHNСин Юй (32) В 7:1     | KORКим У Джин (1) В 6:2 | ITAМ. Несполи (16) : |                      |                       |                       |       |
| индивидуальное первенство | Хендра Пурнама                                      | 655          | 40           | UKRВ. Рубан (25) П 3:7   | завершил выступление    | завершил выступление | завершил выступление | завершил выступление  | завершил выступление  | 33    |
| индивидуальное первенство | Мухаммад Ханиф Виджая                               | 647          | 49           | ITAМ. Несполи (16) П 3:7 | завершил выступление    | завершил выступление | завершил выступление | завершил выступление  | завершил выступление  | 33    |
| командное первенство      | Риау Эга Агата Хендра Пурнама Мухаммад Ханиф Виджая | 1962         | 10           | не проводится            | не проводится           | Тайвань (6) · В 6:2  | США (2) · П 2:6      | завершили выступление | завершили выступление | 6     |

Женщины
| Соревнование              | Спортсмены           | Квалификация | Квалификация | 1/32 финала              | 1/16 финала           | 1/8 финала            | Четвертьфинал         | Полуфинал             | Финал                 | Место |
| Соревнование              | Спортсмены           | Результат    | Место        | Соперник Результат       | Соперник Результат    | Соперник Результат    | Соперник Результат    | Соперник Результат    | Соперник Результат    | Место |
| ------------------------- | -------------------- | ------------ | ------------ | ------------------------ | --------------------- | --------------------- | --------------------- | --------------------- | --------------------- | ----- |
| индивидуальное первенство | Ика Юлиана Рочмавати | 617          | 42           | GBRН. Фолкард (23) П 5:6 | завершила выступление | завершила выступление | завершила выступление | завершила выступление | завершила выступление | 33    |

### Тяжёлая атлетика
Каждый НОК самостоятельно выбирает категорию в которой выступит её тяжелоатлет. В рамках соревнований проводятся два упражнения — рывок и толчок. В каждом из упражнений спортсмену даётся 3 попытки. Победитель определяется по сумме двух упражнений. При равенстве результатов победа присуждается спортсмену, с меньшим собственным весом.
Мужчины
| Категория | Спортсмены     | Вес   | Рывок | Рывок | Рывок | Толчок | Толчок | Толчок | Всего | Место |
| Категория | Спортсмены     | Вес   | 1     | 2     | 3     | 1      | 2      | 3      | Всего | Место |
| --------- | -------------- | ----- | ----- | ----- | ----- | ------ | ------ | ------ | ----- | ----- |
| до 62 кг  | Эко Юли Ираван | 61,91 | 142   | 146   | 146   | 170    | 176    | 179    | 312   | 2     |
| до 62 кг  | Мухаммед Хасби | 61,97 | 125   | 130   | 134   | 160    | 169    | 173    | 290   | 7     |
| до 69 кг  | Триятно        | 68,60 | 142   | 142   | 147   | 175    | 182    | 182    | 317   | 9     |
| до 69 кг  | Кетут Ариана   | 68,75 | 145   | 145   | 145   | —      | —      | —      | DNF   | —     |
| до 77 кг  | Дени Дени      | 69,38 | 140   | 146   | 149   | 172    | 177    | 181    | 323   | 12    |

Женщины
| Категория | Спортсмены           | Вес   | Рывок | Рывок | Рывок | Толчок | Толчок | Толчок | Всего | Место |
| Категория | Спортсмены           | Вес   | 1     | 2     | 3     | 1      | 2      | 3      | Всего | Место |
| --------- | -------------------- | ----- | ----- | ----- | ----- | ------ | ------ | ------ | ----- | ----- |
| до 48 кг  | Сри Вахюни Агустиани | 47,25 | 82    | 85    | 87    | 107    | 115    | 115    | 192   | 2     |
| до 53 кг  | Деви Сафитри         | 52,78 | 80    | 80    | 80    | 105    | 105    | 108    | 185   | 7     |